# 香川県道47号岡田善通寺線
香川県道47号岡田善通寺線（かがわけんどう47ごう おかだぜんつうじせん）は、香川県丸亀市から善通寺市に至る県道（主要地方道）である。

## 概要

### 路線データ
- 起点：丸亀市綾歌町岡田下（国道438号交点）
- 終点：善通寺市生野町（香川県道24号善通寺大野原線交点）

## 歴史
- 1993年（平成5年）5月11日 - 建設省から、県道岡田善通寺線が岡田善通寺線として主要地方道に指定される[1]。

## 地理

### 通過する自治体
- 丸亀市
- 仲多度郡まんのう町
- 仲多度郡琴平町
- 善通寺市

### 交差する道路
| 交差する道路                    | 市町村名 | 市町村名   | 交差する場所 | 交差する場所         |
| ------------------------------- | -------- | ---------- | ------------ | -------------------- |
| 国道438号                       | 丸亀市   | 丸亀市     | 綾歌町岡田下 | 起点                 |
| 香川県道195号岡田丸亀線         | 丸亀市   | 丸亀市     | 綾歌町岡田西 |                      |
| 香川県道46号長尾丸亀線          | 丸亀市   | 丸亀市     | 垂水町       |                      |
| 香川県道199号炭所西善通寺線     | 仲多度郡 | まんのう町 | 東高篠       |                      |
| 香川県道200号まんのう善通寺線   | 仲多度郡 | まんのう町 | 公文         | まんのう町公文交差点 |
| 香川県道・徳島県道4号丸亀三好線 | 仲多度郡 | まんのう町 | 公文         |                      |
| 香川県道206号原田琴平線         | 仲多度郡 | 琴平町     | 上櫛梨       |                      |
| 国道319号                       | 善通寺市 | 善通寺市   | 大麻町       | 大麻町中土居交差点   |
| 香川県道24号善通寺大野原線      | 善通寺市 | 善通寺市   | 生野本町     | 終点                 |

### 交差する鉄道
- 土讃線

### 沿線
- 善通寺市立南部小学校
- 陸上自衛隊善通寺駐屯地